# Basiliscus plumifrons
Basiliscus plumifrons là một loài thằn lằn trong họ Corytophanidae. Loài này được Cope mô tả khoa học đầu tiên năm 1876.
Phân bố tự nhiên của loài này từ Honduras đông, thông qua Nicaragua và Costa Rica đến tây Panama.
Chúng là loài ăn tạp và ăn côn trùng, động vật có vú nhỏ (ví dụ như loài gặm nhấm), loài thằn lằn nhỏ hơn, trái cây và hoa. Động vật ăn thịt săn bắt loài này bao gồm các loài chim săn mồi, thú có túi ôpôt và rắn.

## Hình ảnh

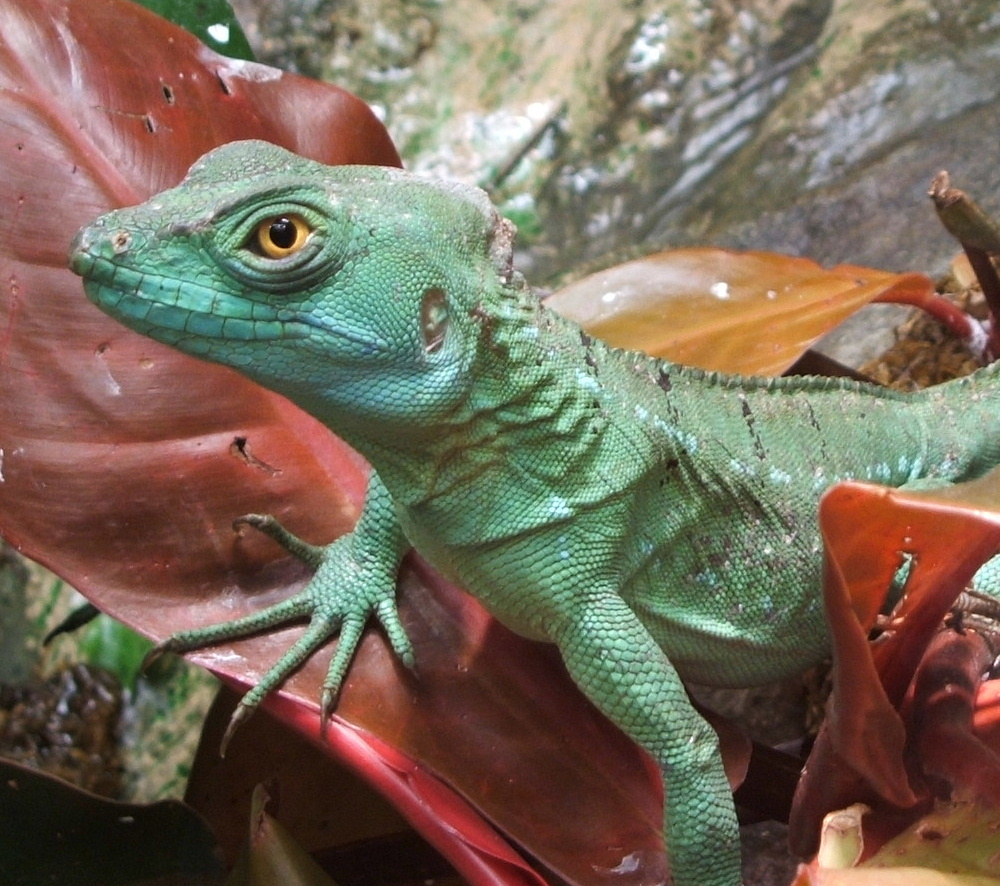
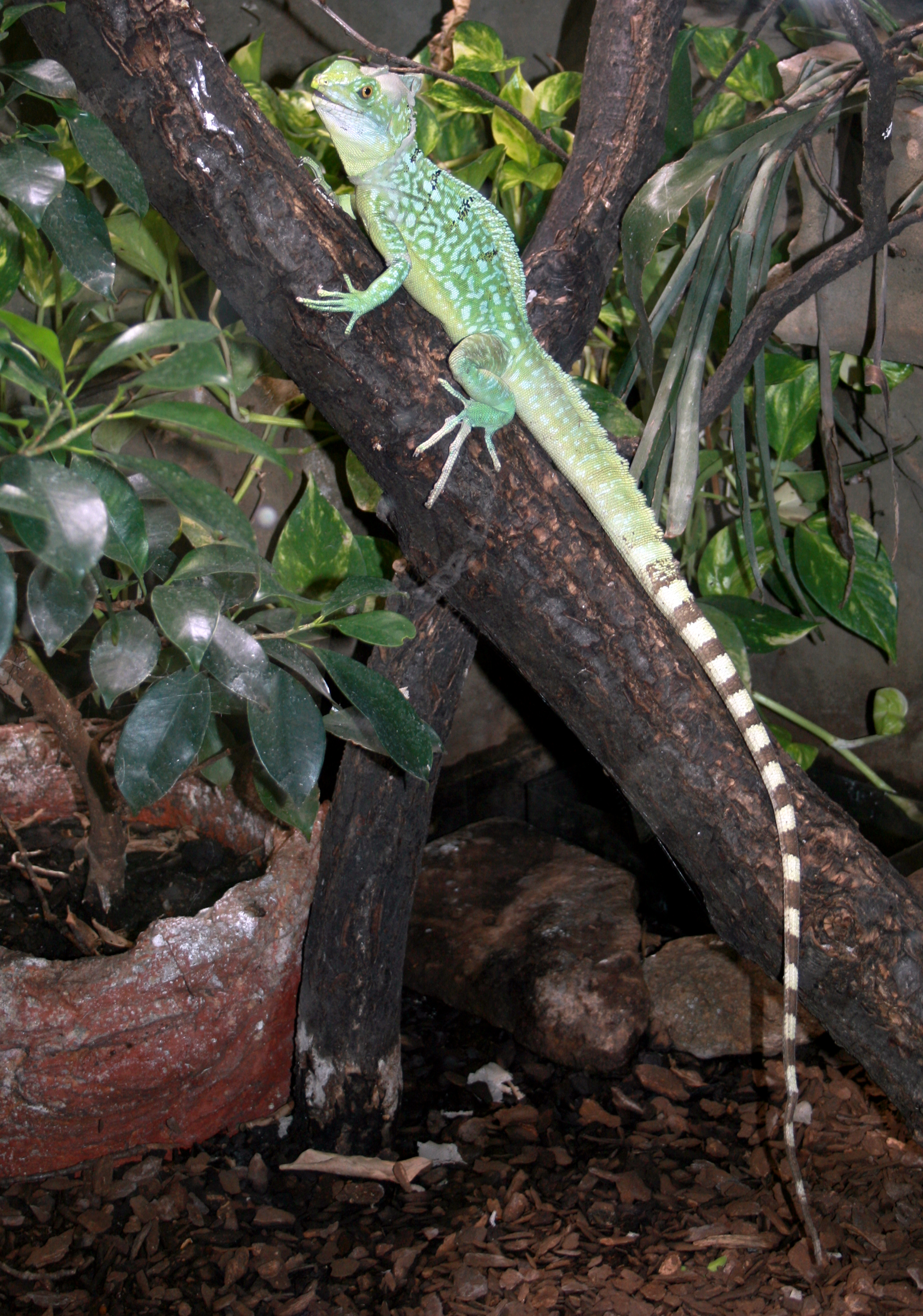
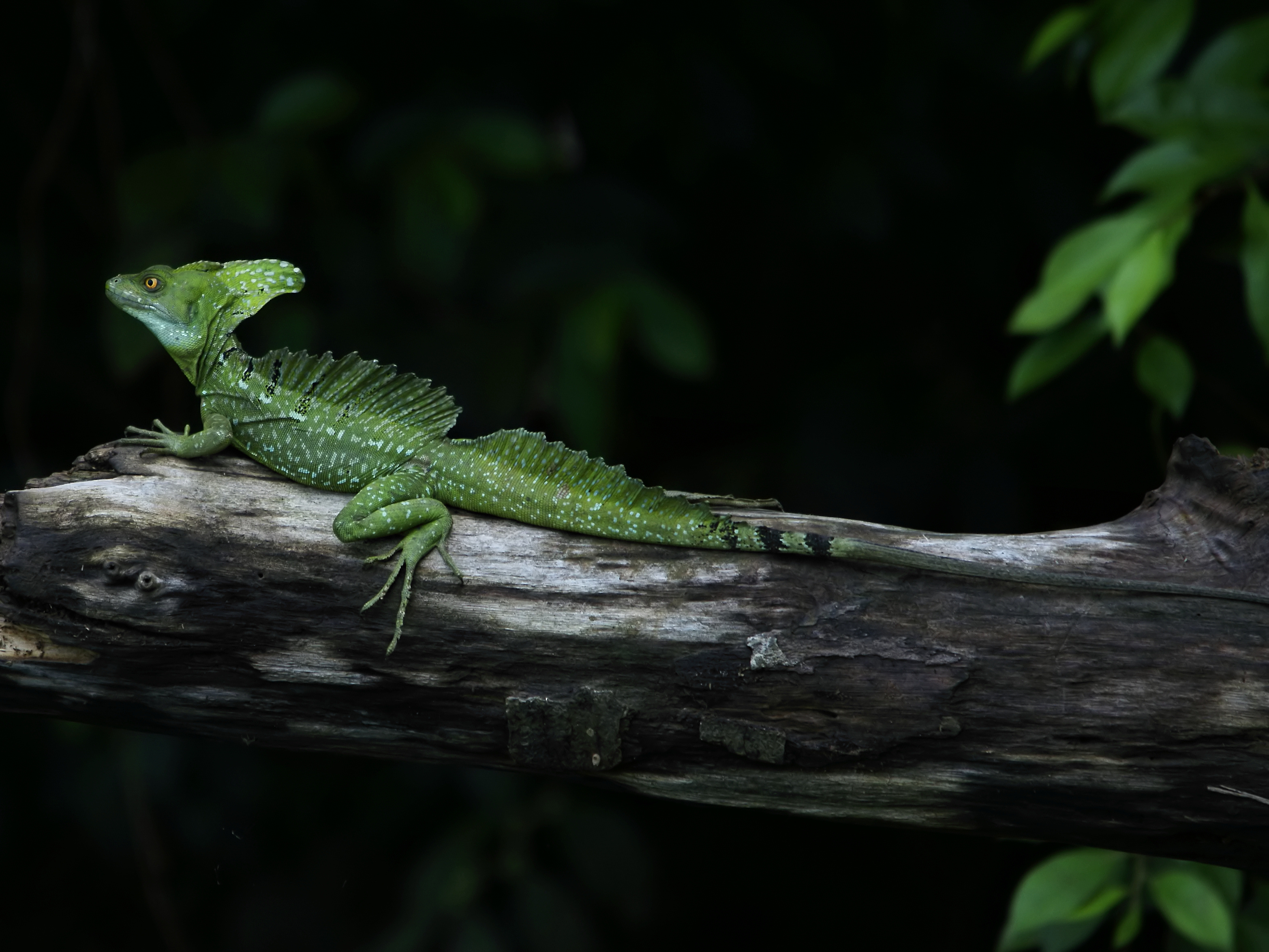
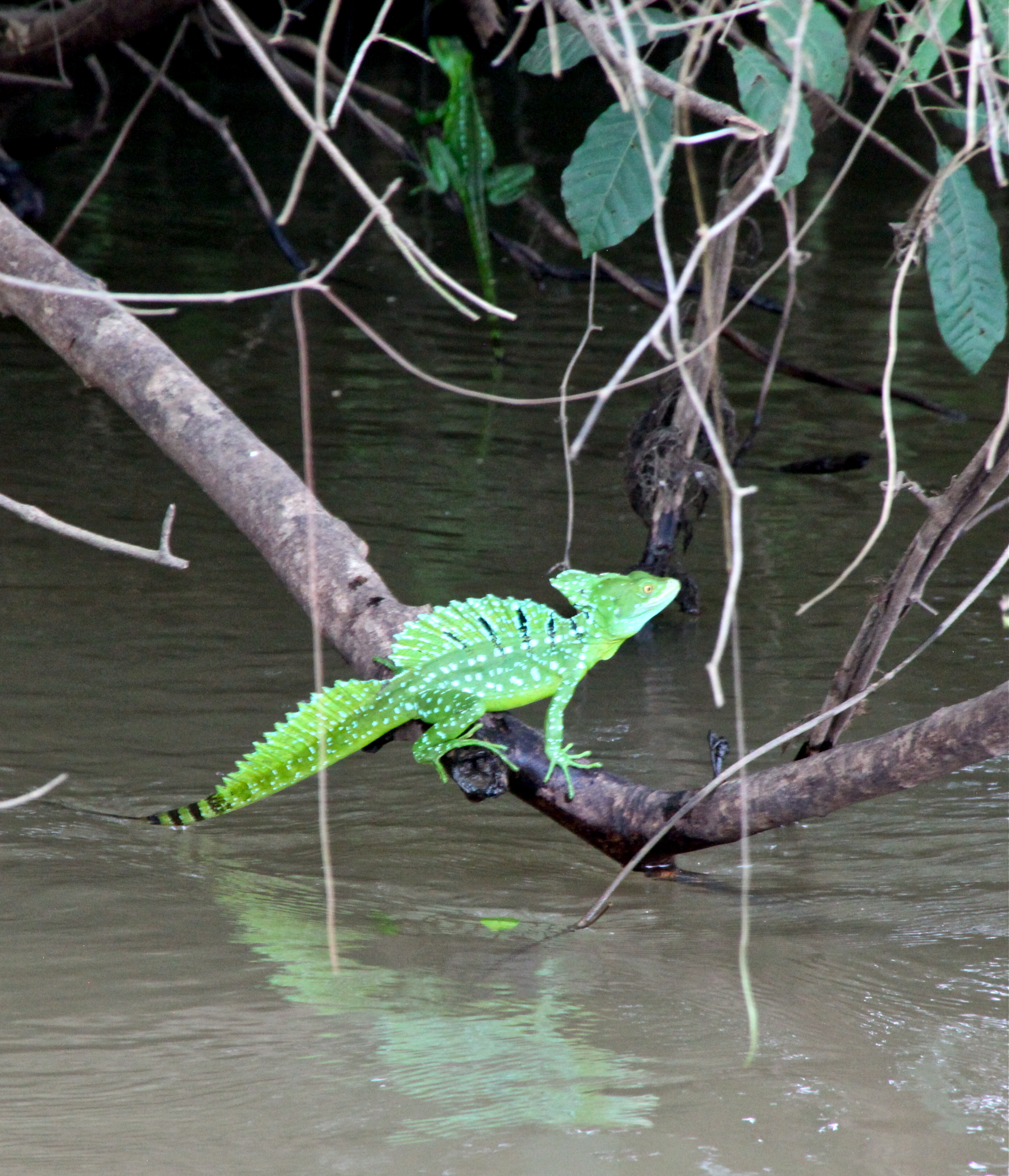
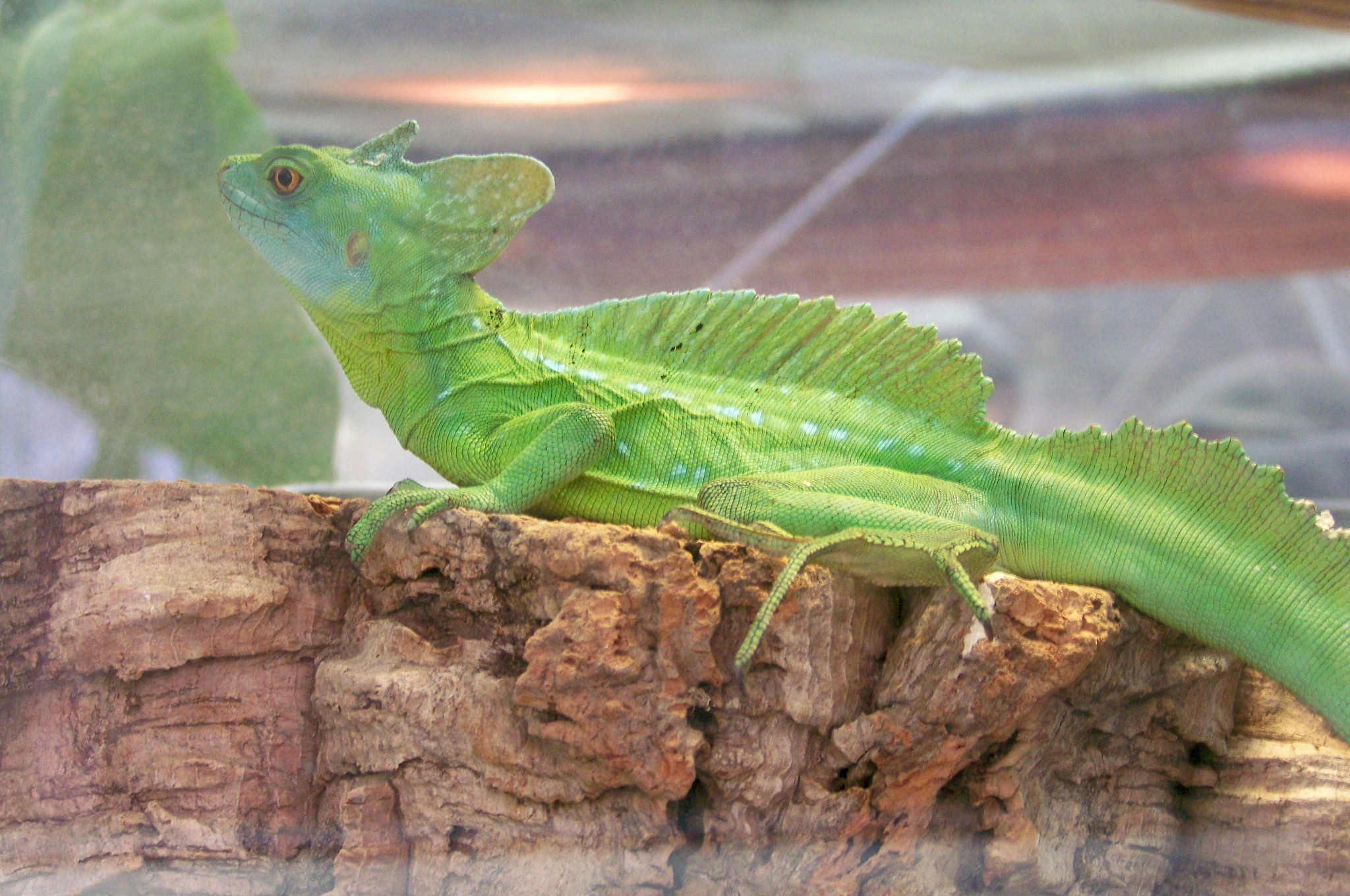
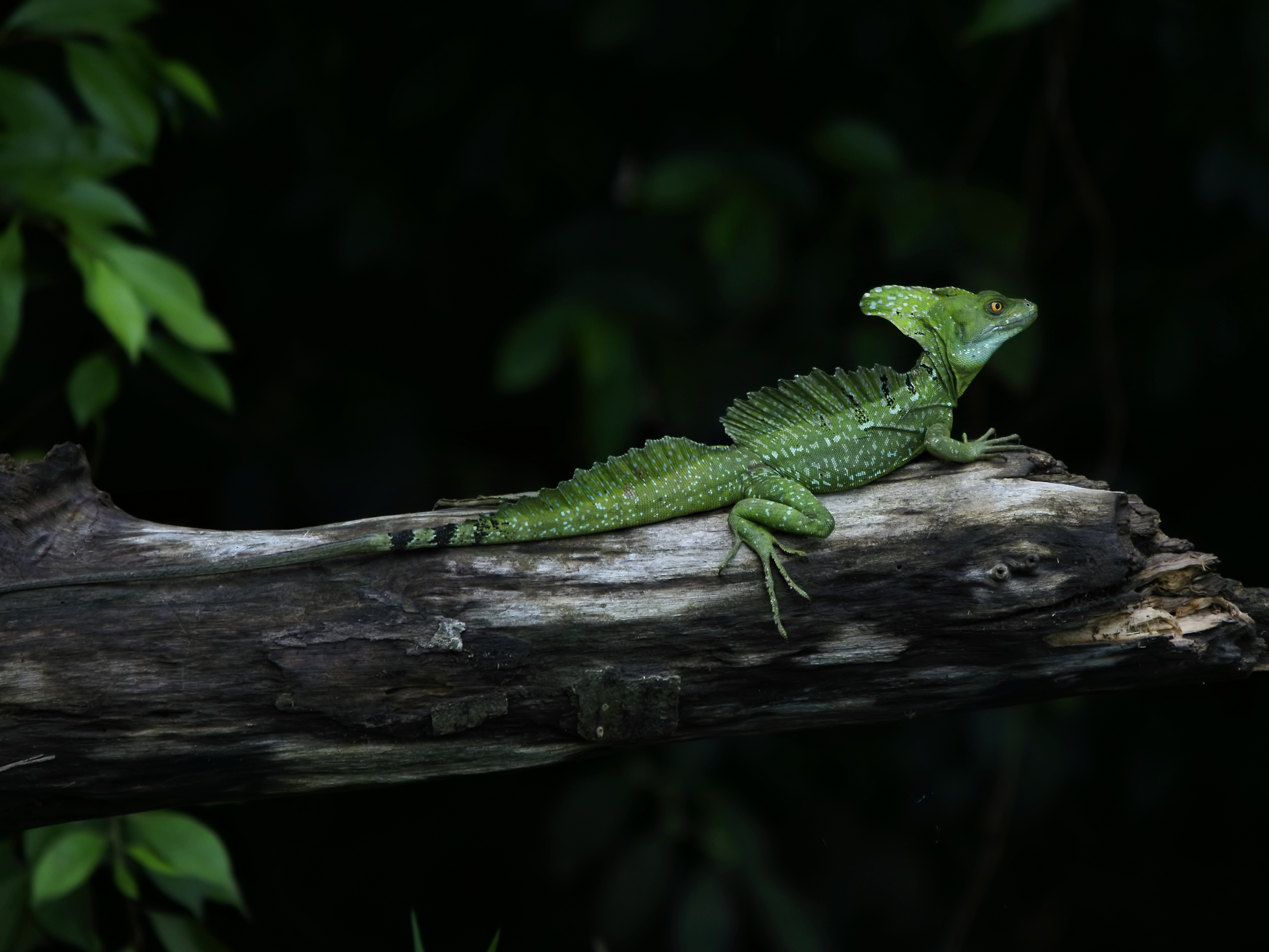